# Gardineria paradoxa
Espèce
Statut CITES
Gardineria paradoxa est une espèce de coraux appartenant à la famille des Gardineriidae.